# Théâtre du Lenkom
Le théâtre du Lenkom (Ленком) ou, avant 1991, théâtre du Komsomol de Lénine (Театр им. Ленинского Комсомола), est un théâtre situé à Moscou (Russie), rue Malaïa Dmitrovka. 
Le théâtre du Lenkom fut construit en 1907-1909 par Illarion Ivanov-Schitz (1865-1937) dans le style Art nouveau (ou style Modern, en russe, équivalent au Jugendstil) pour abriter l'assemblée (ou le club) de la guilde des marchands de Moscou. 
Après la Révolution d'Octobre, le bâtiment fut dévolu au club de l'Anarchie, puis à l'École centrale du Travail du Parti communiste soviétique, (ou Université Sverdlov). On y ouvrit en 1923, le théâtre de la Malaïa Dmitrovka (du nom de la rue qui se traduit par petite rue Saint-Dimitri), devenu en 1933 le théâtre de la Jeunesse travailleuse et en 1938 le théâtre du Lenkom. Le directeur de la troupe était alors Ivan Berseniev. Elle est dirigée depuis 1990 par Mark Zakharov. Après un incendie en 2007, le bâtiment a été restauré et on y a ouvert en plus un restaurant et un club de fitness.
Le théâtre présente des pièces classiques, mais aussi des pièces avant-gardistes ou contemporaines. Tartuffe, La Mouette, Le Mariage de Figaro, Tout Payé (Elmo Nagunen), La Ville des Millionaires (Roman Samguine), Vol au-dessus d'un nid de coucou, etc.

## Administration
- Directeur de la troupe : Mark Zakharov
- Directeur du théâtre : Mark Warschawer
- Directeur artistique musical : Sergueï Roudnitski

## Troupe
Parmi les acteurs du Lenkom, on peut distinguer :
- Alexandre Abdoulov (1975-2008)
- Irina Alfiorova
- Leonid Bronevoï
- Anton Chaguine (depuis 2009)
- Elena Chanina
- Mikhaïl Derjavine
- Armen Djigarkhanian
- Lev Dourov
- Valentin Gaft
- Sergueï Gorobtchenko
- Alla Iouganova
- Nikolai Karachentsov
- Léonid Kanevski
- Tatiana Kravtchenko
- Lev Krougly
- Alexandre Lazarev
- Vsevolod Larionov (1950-2000)
- Andreï Leonov
- Evgueni Leonov (1972-1994)
- Lioubov Matiouchina
- Maria Mironova
- Dmitri Pevtsov
- Tatiana Peltser (1977-1992)
- Viktor Proskourine (1973-1990)
- Viktor Rakov (depuis 1984)
- Alexandre Schirwindt
- Alexandre Sirine
- Andreï Sokolov
- Inna Tchourikova
- Olga Yakovleva
- Oleg Yankovski
- Alexandra Zakharova
- Alexandre Zbrouïev

## Sources
- Traduction de l'article Wikipedia en russe